# メルポメネー

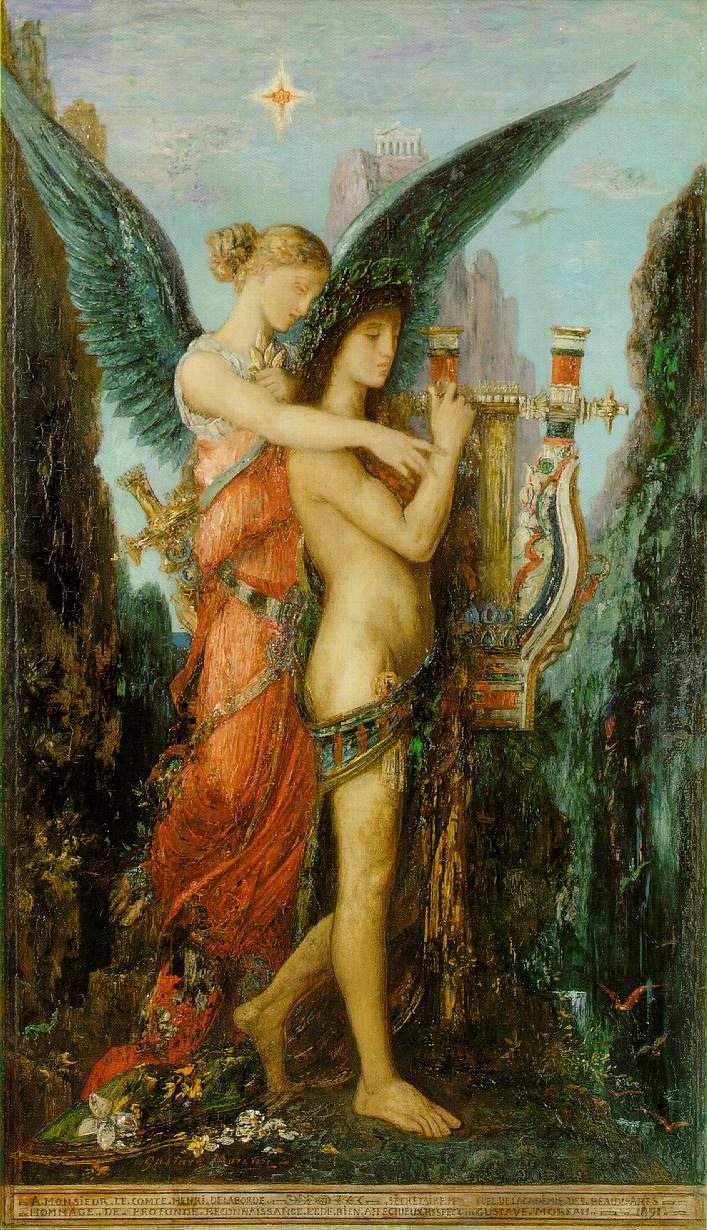
『ヘーシオドスとミューズ』1891年 - 油絵、オルセー美術館（パリ）: ギュスターヴ・モロー

メルポメネー（古希: Μελπομένη、古代ギリシア語ラテン翻字: Melpoménē）は、ギリシア神話に登場する文芸の女神ムーサたち（ムーサイ）の1柱である。その名は「女性歌手」の意。長母音を省略してメルポメネとも表記される。
すべてのムーサたちと同じく大神ゼウスとムネーモシュネーの娘で、カリオペー、クレイオー、エウテルペー、エラトー、テルプシコレー、ウーラニアー、タレイア、ポリュムニアーと姉妹。絵画などでは有翼の女性として表される事もある。
9柱のムーサたちのうち、「悲劇」「挽歌」を司る。楽器リラの女神でもあり、絵画等に描かれる際の持ち物は、仮面・葡萄の冠・靴等であるが、この様にムーサたちが細分化されたのはローマ時代のかなり後期になってからである。
河神アケローオスとの間にセイレーンたちをもうけた。ただしこれはカリオペーやテルプシコラーとする説もある。また音楽家タミュリスもメルポメネーの子といわれる。

## ギャラリー

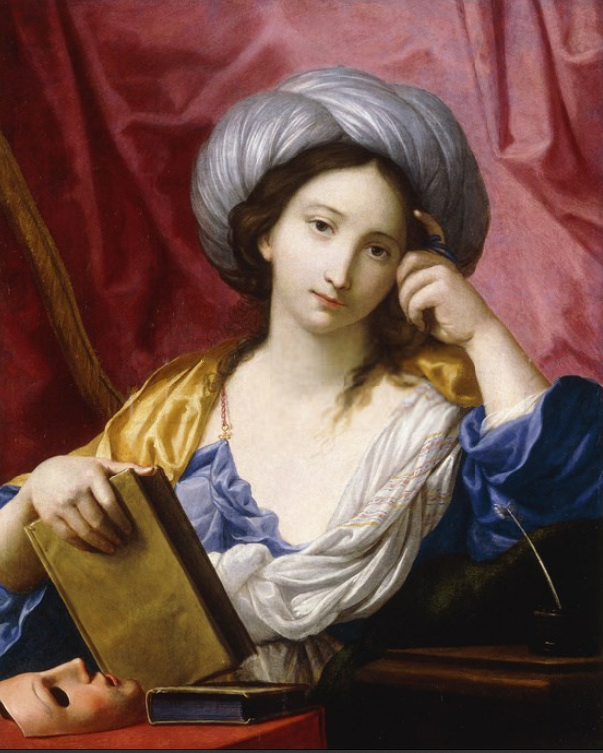
エリザベッタ・シラーニ『メルポメネー、悲劇を司るムーサ』（17世紀） 個人所蔵
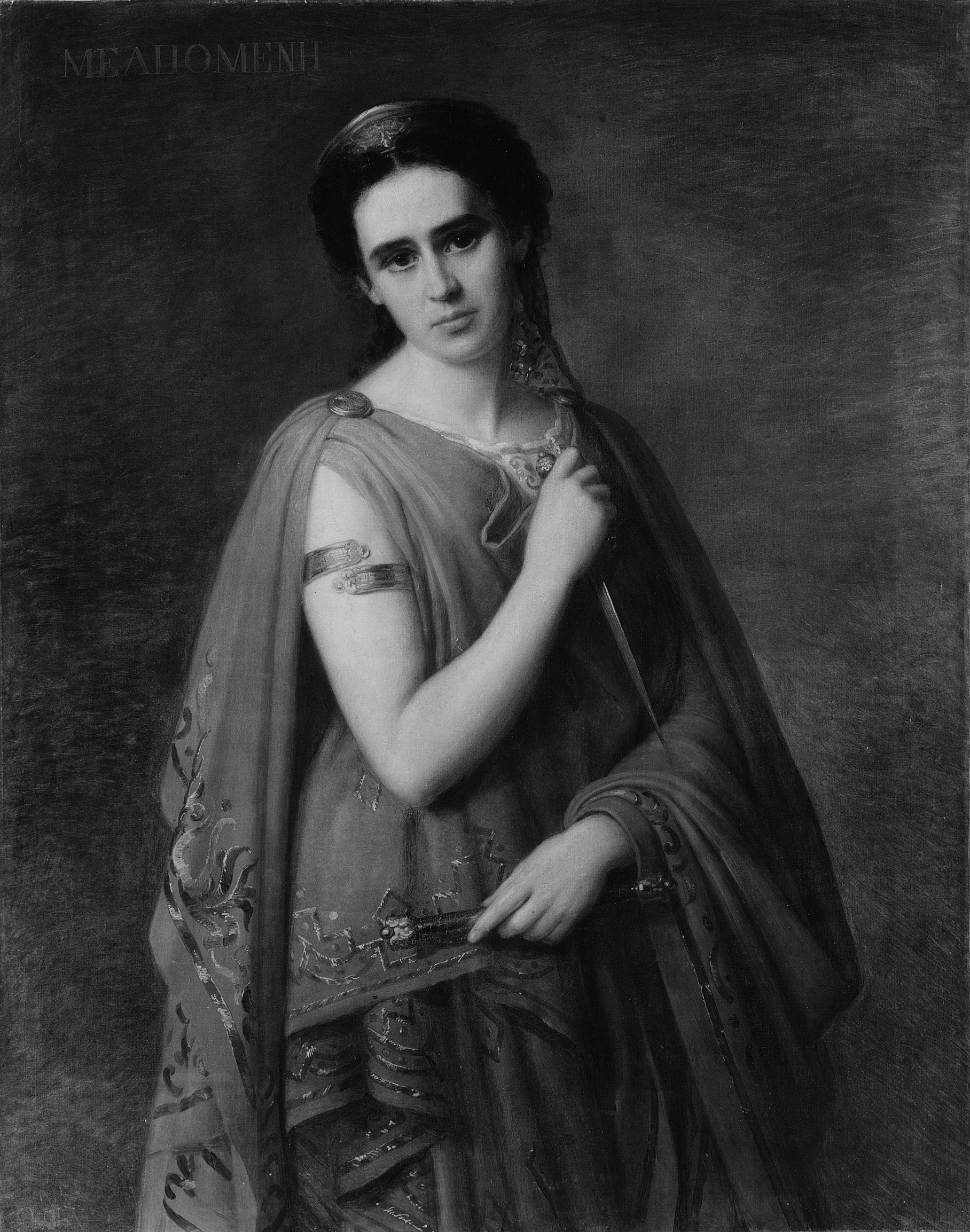
ジュゼッペ・ファニャーニ（wikidata）『メルポメネー』（1869年） メトロポリタン美術館所蔵
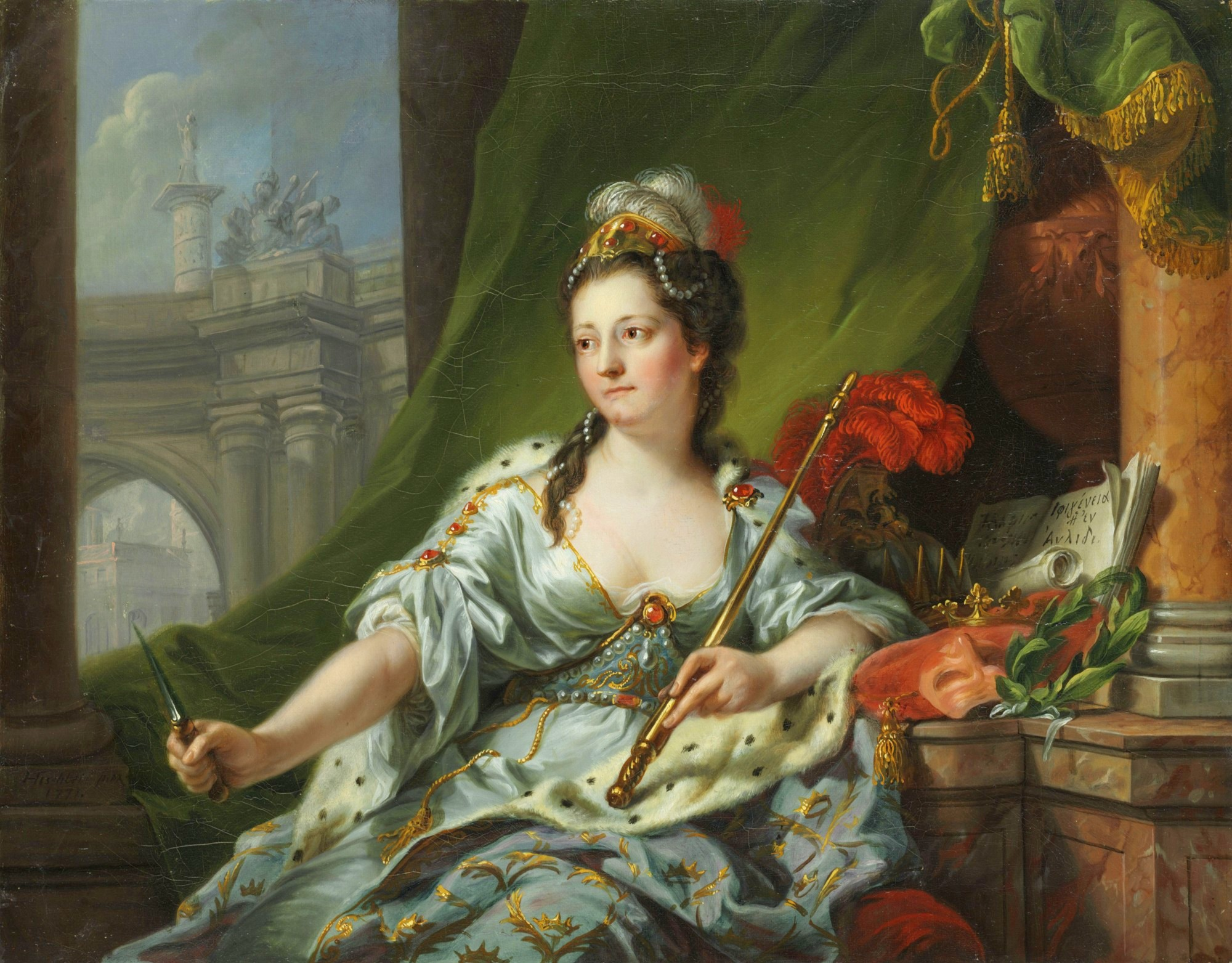
ヨハン・ハインリヒ・ティシュバイン『メルポメネー』（1771年） カッセル市立美術館（英語版）所蔵
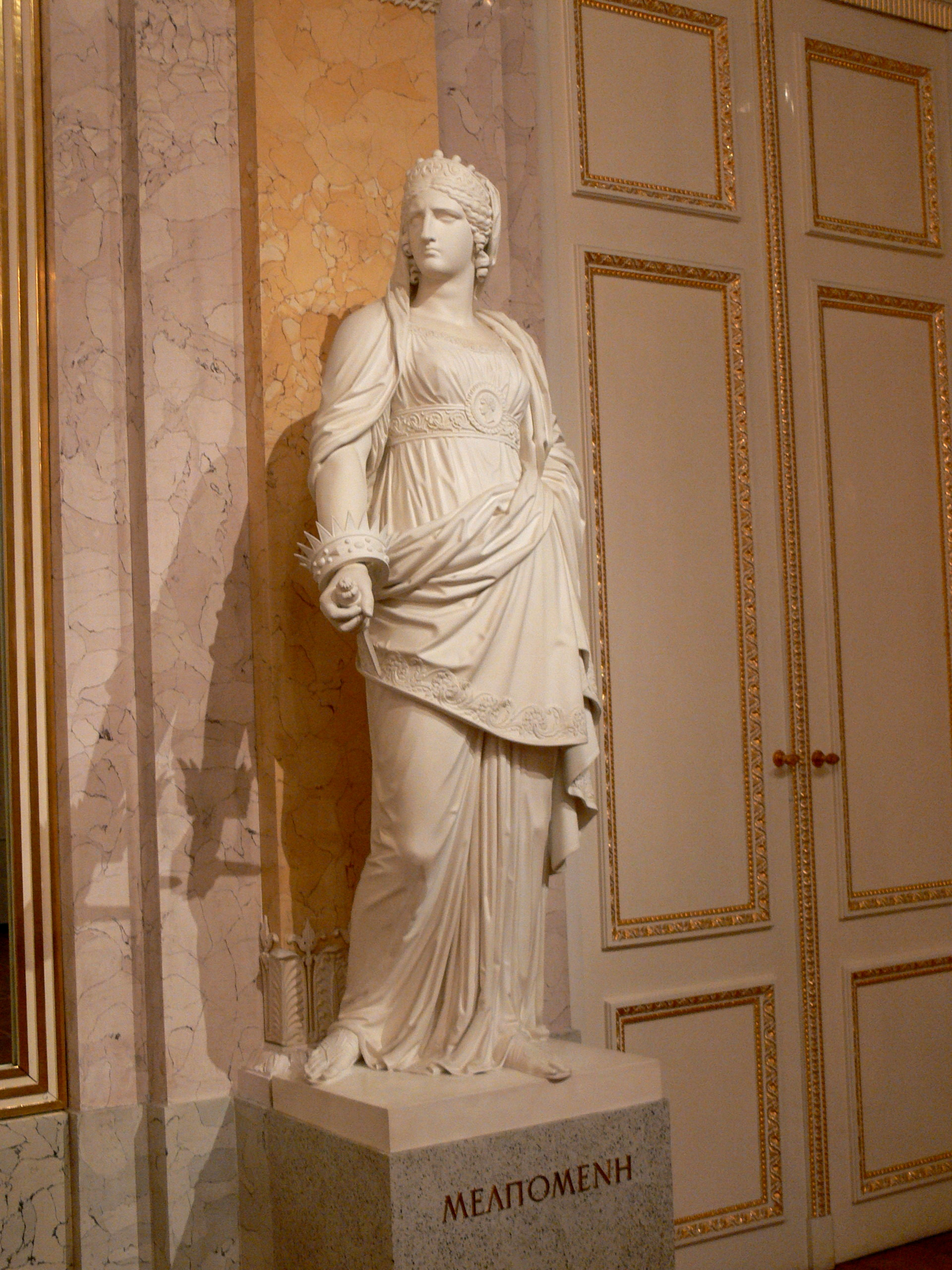
メルポメネーの像 エルツェルツォーク・アルプレヒト宮殿所蔵
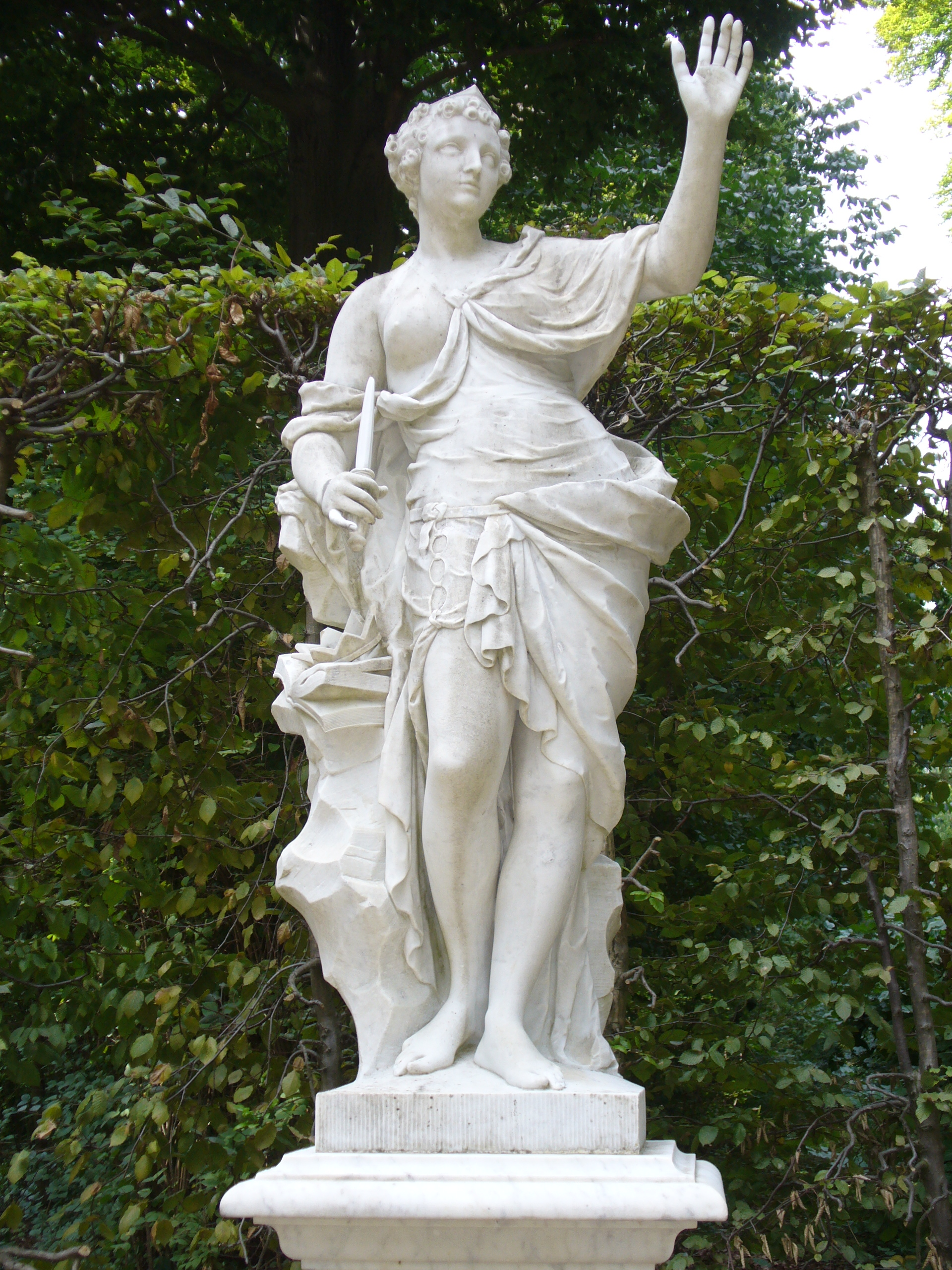
メルポメネーの像 サンスーシ宮殿所蔵
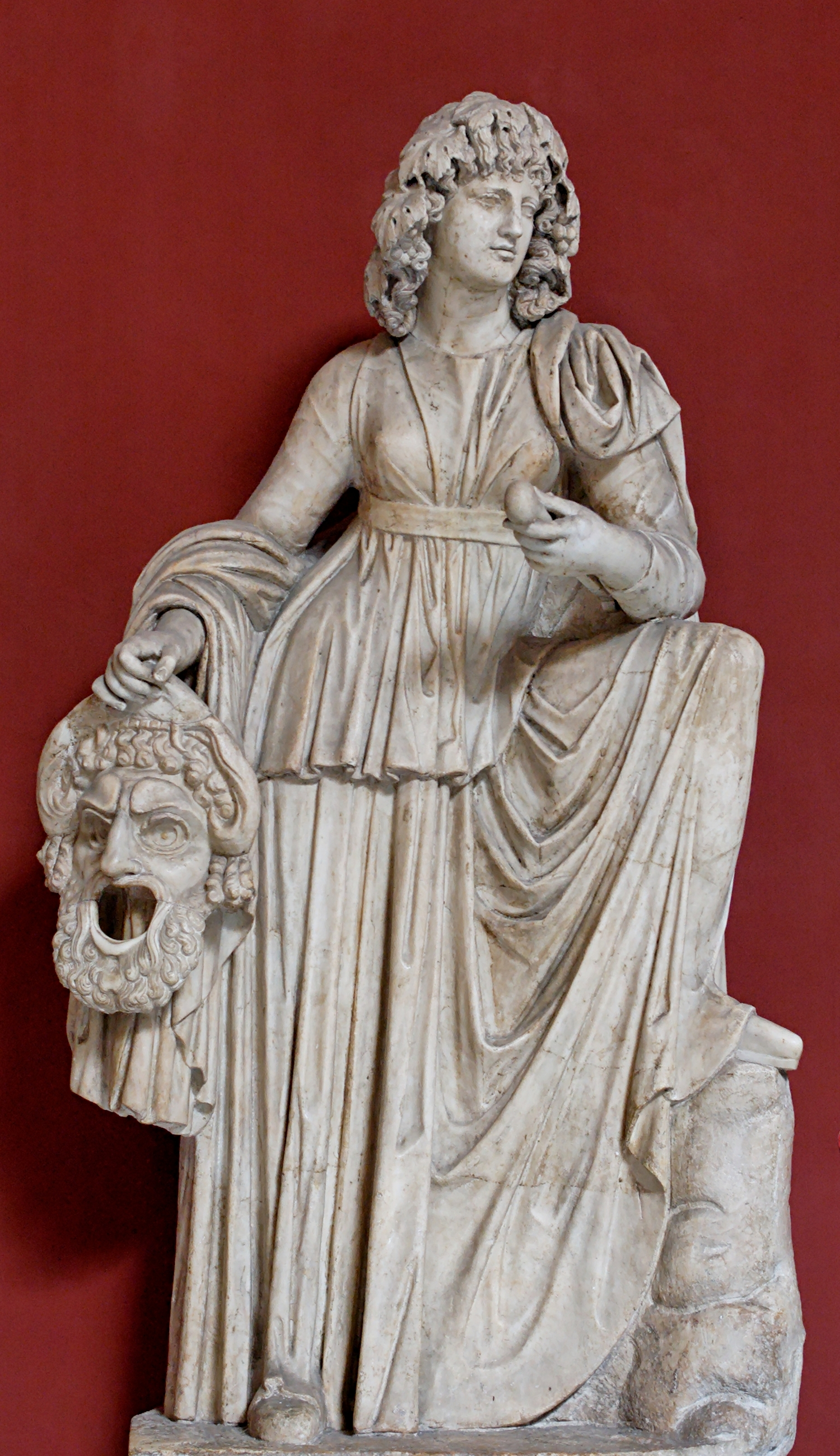
メルポメネーの像 バチカン美術館所蔵
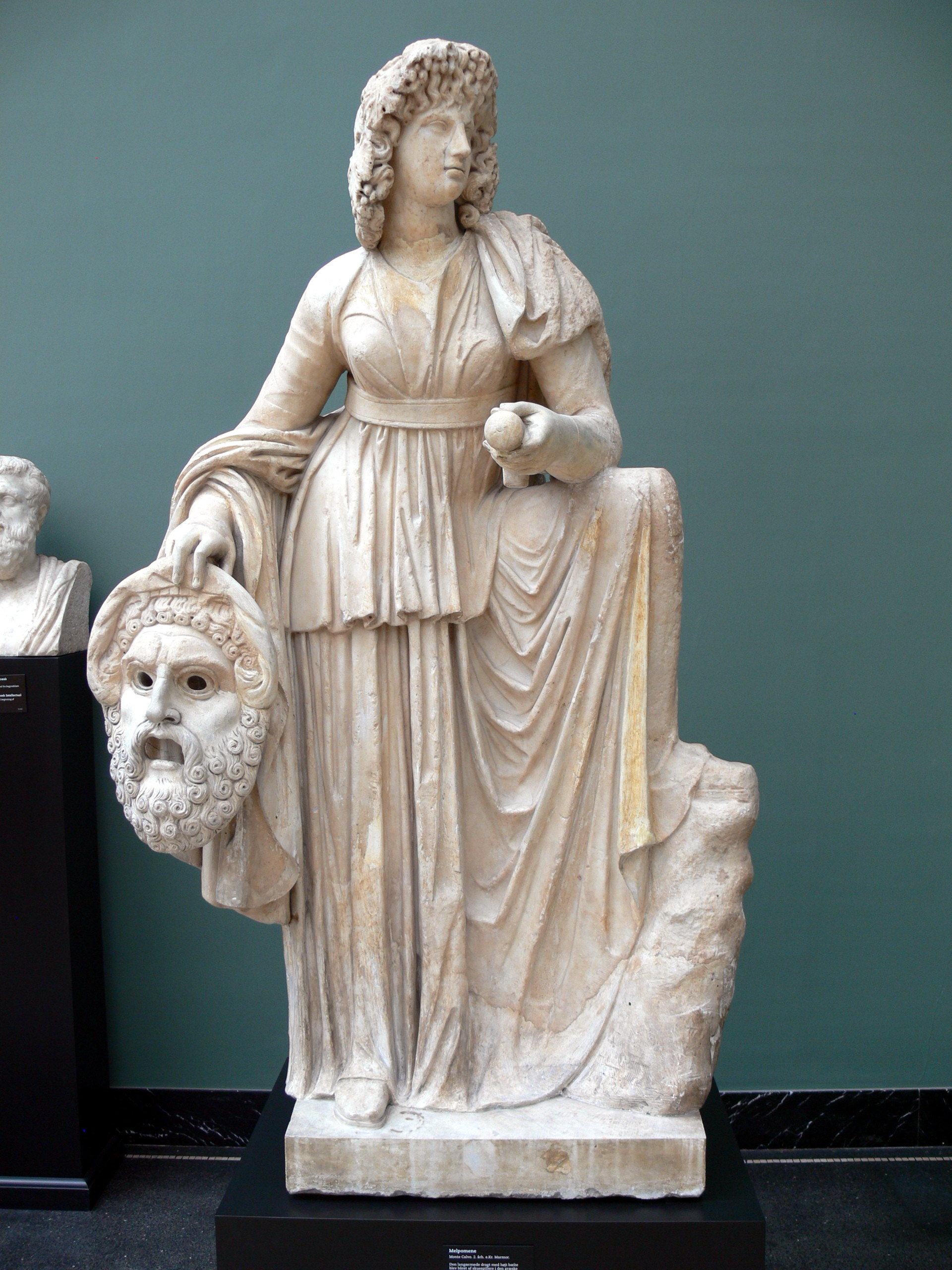
メルポメネーの像 ニイ・カールスベルグ・グリプトテク美術館所蔵